# Bicane

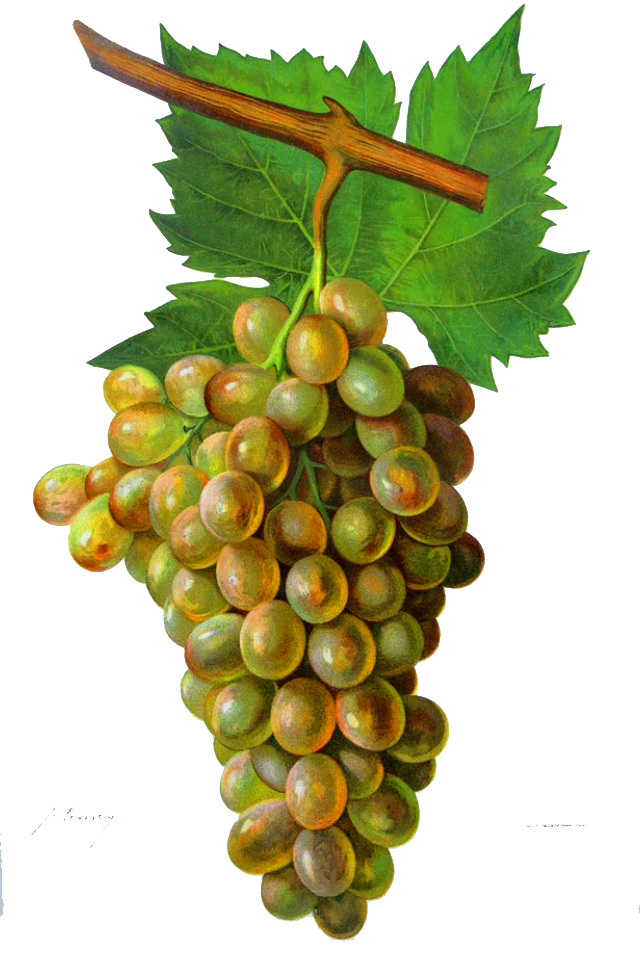
Bicane im Buch von Viala & Vermorel

Bicane ist eine Weißweinsorte, deren Ursprung bislang unbekannt ist. Dem Italiener Alberto Piròvano diente die Sorte zur Neuzüchtung der beliebten Tafeltrauben Italia und Perlona, aber auch der weniger bekannten Sorten Ciclopica und Marengo.
Bicane wird kaum noch angebaut. Kleinere Anpflanzungen sind in Rumänien, in Australien und Tunesien bekannt.
Siehe auch die Artikel Weinbau in Rumänien, Weinbau in Tunesien und Weinbau in Australien sowie die Liste von Rebsorten.

## Ampelographische Sortenmerkmale
In der Ampelographie wird der Habitus folgendermaßen beschrieben:
- Die Triebspitze ist offen. Sie ist lediglich spinnwebig behaart. Die hellgrünen Jungblätter sind unbehaart und kupferfarben gefleckt (Anthocyanflecken).
- Die Blätter (siehe auch den Artikel Blattform) sind fünflappig und tief gebuchtet. Die Stielbucht ist geschlossen und die Blattenden überlappen. Der Blattrand ist spitz gesägt. Die Zähne sind im Vergleich zu anderen Rebsorten eng gesetzt.
- Die kegelförmige Traube ist sehr groß, geschultert und lockerbeerig. Die länglichen Beeren sind groß. Sie sind bei Vollreife von goldgelber Farbe. Die Beerenhülse ist dickwandig, das Fruchtfleisch schmeckt angenehm.

Die Rebsorte Bicane reift ca. 20–25 Tage nach der Rebsorte Gutedel und gehört damit zu den Rebsorten der späten zweiten Reifungsperiode (siehe das Kapitel im Artikel Rebsorte). Sie zählt damit zu den mittelspätreifenden Sorten. Bicane ist eine Varietät der Edlen Weinrebe (Vitis vinifera). Sie besitzt lediglich weibliche Blüten und ist somit nicht selbstfruchtend. Beim Weinbau entsteht der ökonomische Nachteil, keinen Ertrag liefernde, männliche Pflanzen anbauen zu müssen.
Aufgrund der weiblichen Blüten neigt die Sorte zu starker Verrieselung. Daher sind die Trauben sehr lockerbeerig.

## Synonyme
Die Rebsorte Bicane ist auch unter den Namen Amlachu, Becanne, becaune, Bican, Bicanne, Bikan, Biserka Rannyaya, Blanchon petit, Chasselas d’Alger, Chassela-napoléon, Chrupka napoleonova, Damascenka, Damaszener früh weiß, Damaszkuszi féhér, Damaszkuszi sarga, Dynove hruzno, Elmaz (in Bulgarien), Espagnin blanc, Golden champion, Grosse perle, Grosse perle blanche, Grosse perle du Jura, Kabile, Kabyle, manetiani, Marsi-rousseau, Napoleon, Occhivi, Ochsenauge früh weiß, Pans belyi, Pans obyknovennyi, Panse jaune, Perle impériale, Perola de Gastosa, Petit blanchon, Raisin de dames, Raisin de Notre dame, Raisin des dames, Rezen de dam, Tibouren gris (irrtümlich), Vicane, Weißer Damaszener, White Napoleon und Zanta (in Italien) bekannt.